# Angelo Rimoldi
Angelo Rimoldi (Malnate, 15 agosto 1934) è un ex calciatore italiano, di ruolo centrocampista.
Era noto anche come Rimoldi I per distinguerlo da Gian Luigi (anch'egli giocatore della Pro Patria che in seguito ha giocato per un anno in Serie B con il Taranto).

## Carriera
Cresciuto nella Malnatese, nel 1957 passa alla Pro Patria, conquistando la promozione in Serie B al termine della stagione 1959-1960. Debutta così tra i cadetti nel 1960-1961, disputando tre campionati di seconda serie per un totale di 69 presenze.
Nel 1963 passa al Saronno, giocando per un altro anno in Serie C.

## Palmarès

### Club

#### Competizioni nazionali
- Serie C: 1

Pro Patria: 1959-1960